# Gynoplistia fulviceps
Gynoplistia fulviceps là một loài ruồi trong họ Limoniidae. Chúng phân bố ở miền Australasia.